# Dumitru Emeric Borbély
Dumitru Emeric Borbély (n. 22 septembrie 1948, Timișoara, România – d. 29 ianuarie 2017) a fost un deputat român în legislatura 1992-1996, ales în județul Harghita pe listele partidului UDMR.